# تمر حنة (مسلسل)
تمر حنة مسلسل تاريخي درامي سوري يتكلم عن حقبة الخمسينات في دمشق (الشام) القديمة، ويصور العادات والتقاليد لأهالي مدينة دمشق والثقافة والحياة الاجتماعية والسياسية ومغامرات الحب والعشق والود.
تأليف أحمد حامد وإخراج محمد فردوس أتاسي ومن إنتاج شركة قارة، يشارك فيه العديد من النجوم السوريين، إضافة إلى العديد من الفنانين العرب من قطر ولبنان والجزائر وتونس.

## أبطال المسلسل
- خالد تاجا، الذي يؤدي دور الباشا.
- مرح جبر في دور تمر حنة.
- سامر المصري في دور شبلي
- فاديا خطاب في دور سيدة دمشقية.
- وائل رمضان
- سليم كلاس
- عبير شمس الدين
- صباح بركات
- ايمن رضا
- حسن دكاك
- شكران مرتجي
- جمال شقدوحة
- يمنى حلبي في دور الطفلة زهرية.

المسؤولة عن الملابس الفنانة التشكيلية عتاب حريب.